# Ferdinand Albin Pax
Ferdinand Albin Pax (26 de juliol del 1858 a Dvůr Králové nad Labem – 1 de març del 1942 a Wrocław) fou un científic alemany. Com a entomòleg es va especialitzar en els lepidòpters i els dípters. La forma abreviada del seu nom en taxonomia és "Pax".
Va ser professor de botànica i zoologia a la Universitat Tècnica de Wrocław.
Es va especialitzar en els espermatòfits, descrivint moltes espècies.
Entre els tàxons descrits per ell més coneguts cal mencionar una subespècie de la papallona apol·lo (Parnassius apollo L. ssp. sztrecsnoensis) Pax, 1915.

## Taxonomia
Pax va contribuir directament a la classificació dels següents tàxons:
Acalypha, Acidoton, Adenochlaena, Annesijoa novoguineensis, Argomuellera, Blachia, Cephalocrotonopsis, Chonocentrum, Cladogynos orientalis, Cleistanthus, Conceveiba, Crotonogynopsis, Deuteromallotus, Discoclaoxylon, Emblingiaceae, Erythrococca, Haematostemon, Jatropha, Lingelsheimia, Mareyopsis, Mildbraedia, Monadenium, Necepsia, Neoscortechinia, Neotrewia cumingii, Octospermum pleiogynum, Pachystylidium hirsutum, Petalodiscus, Plukenetia, Pseudagrostistachys, Pseudolachnostylis maprouneifolia, Ptychopyxis, Romanoa, Sphaerostylis, Tetraplandra, Thecacoris, Zimmermannia.